# Inductrack

Inductrack Schwebetechnik (rechts) im Vergleich zu JR-Maglev (links) und Transrapid (Mitte)

Inductrack war ein experimentelles Magnetschwebebahn-System mit Permanentmagneten in Halbach-Anordnung. Wie bei anderen elektrodynamischen Schwebesystemen (EDS) induziert die Bewegung der Magnete Ströme im Gleiskörper, deren Magnetfeld die Abstoßung bewirkt. Ohne Regelungssystem für die Levitation sollte es ausfallsicherer und weniger wartungsintensiv sein als die übrigen Magnetschwebesysteme.

## Geschichte
Im Mai 1998 stellten Forscher des Lawrence Livermore National Laboratory in Livermore (Kalifornien) unter Leitung von Richard Post als Nebenprodukt des vorrangig betriebenen Schwungrad-Energiespeicherprojektes das Magnetschwebebahn-System „Inductrack“ vor.
General Atomics in San Diego baute mit Fördermitteln der US-amerikanischen Federal Transportation Authority (FTA der DOT) mit dem Ziel „urbanes Transportsystem“ eine 120 m lange Inductrack-Teststrecke mit Linearmotor-Antrieb.
Im Oktober 2004 erfolgten die ersten Tests mit 8000 kg Fahrzeug-Chassis zur Überprüfung der Datenerfassungs- und Steuerungselektronik. Aufgrund der Kürze der Strecke war die Geschwindigkeit auf 10 m/s begrenzt. Es konnte gezeigt werden, dass das Schwebe- und das Vortriebsprinzip funktionieren und das Testfahrzeug ab einer Geschwindigkeit von 10 m/s schwebt. Eine National-Geographic-Videoreportage zeigt Fahrversuche mit dem Inductrack-Testfahrzeug.
Für 2008 war der Bau einer 7,4 km langen Demonstrationsstrecke auf dem Gelände der California University of Pennsylvania (CUP) geplant. Sie wurde nicht realisiert. Post starb im Jahr 2015.

## Beschreibung
Der Name Inductrack kommt von dem Wort Induktivität oder Induktor; ein elektrisches Gerät, das aus Drahtschleifen besteht. Wenn eine Halbach-Magnetanordnung über die Drahtschleifen fährt, induzieren die sinusförmigen Schwankungen des Feldes eine Spannung in den Spulen der Bahn. Bei niedrigen Geschwindigkeiten sind die Schleifen eine weitgehend ohmsche Impedanz, so dass die induzierten Ströme dort am höchsten sind, wo sich das Feld am schnellsten ändert, d. h. in den Bereichen mit der geringsten Feldstärke, so dass nur wenig Auftrieb erzeugt wird.
Bei einer höheren Geschwindigkeit nimmt die Impedanz der Spulen jedoch proportional zur Geschwindigkeit zu und dominiert die zusammengesetzte Impedanz der Spulenbaugruppen. Dadurch verzögert sich die Phase der Stromspitze, so dass der induzierte Strom im Gleis eher mit den Feldspitzen des Magnetfeldes zusammenfällt. Auf diese Weise erzeugt die Schiene ihr eigenes Magnetfeld, das sich mit den Permanentmagneten ausrichtet und diese abstößt, wodurch der Schwebeeffekt entsteht. Die Schiene lässt sich gut als eine Reihe von RL-Reihenschaltungen modellieren.
Bei Verwendung von Neodym-Eisen-Bor-Permanentmagneten wird das Schweben bereits bei niedrigen Geschwindigkeiten erreicht. Das Testmodell schwebte bei Geschwindigkeiten von über 35 km/h, aber Richard Post glaubt, dass auf realen Strecken das Schweben schon bei 1 bis 2 km/h erreicht werden könnte. Unterhalb der Übergangsgeschwindigkeit nimmt der magnetische Widerstand mit der Fahrzeuggeschwindigkeit zu; oberhalb der Übergangsgeschwindigkeit nimmt der magnetische Widerstand mit der Geschwindigkeit ab. Bei 500 km/h beträgt das Verhältnis von Auftrieb zu Luftwiderstand beispielsweise 200:1, also weit mehr als bei Flugzeugen, aber viel weniger als bei klassischen Stahlschienen, die ein Verhältnis von 1000:1 erreichen (Rollwiderstand). Dies ist darauf zurückzuführen, dass die induktive Impedanz proportional zur Geschwindigkeit ansteigt, wodurch die schnellere Änderung des von den Spulen wahrgenommenen Feldes kompensiert wird, was zu einem konstanten Stromfluss und einem konstanten Stromverbrauch für das Schweben führt.
Die Inductrack II-Variante verwendet zwei Halbach-Arrays, eines über und eines unter der Schiene, um das Magnetfeld zu verdoppeln, ohne das Gewicht oder die Fläche der Arrays wesentlich zu erhöhen, und gleichzeitig den Luftwiderstand bei niedrigen Geschwindigkeiten zu verringern.
Mehrere Vorschläge für Magnetschwebebahnen basieren auf der Inductrack-Technologie. Die National Aeronautics and Space Administration (NASA) der USA erwägt ebenfalls die Inductrack-Technologie für den Start von Raumflugzeugen.
General Atomics entwickelt die Inductrack-Technologie in Zusammenarbeit mit mehreren Forschungspartnern.

## Entwicklung von InducTrack
Je nach Anwendung wird das Verhältnis von Auftrieb zu Widerstand bei niedriger oder höherer Geschwindigkeit bevorzugt. Die drei Varianten des Inductrack sind für unterschiedliche Zwecke konzipiert. Der Inductrack I wurde für Hochgeschwindigkeitszüge entwickelt. Das Verhältnis von Auftrieb zu Luftwiderstand sinkt mit zunehmender Geschwindigkeit. Die Inductrack II hat mehr Schwebefähigkeiten bei relativ niedriger Geschwindigkeit für den Einsatz im Individual- (PRT) oder Stadtverkehr und verwendet eine freitragende Schiene. Das InducTrack III ist für hohe Lasten und Fracht konzipiert, wobei die Schiene nur teilweise freitragend ist, um hohe Lasten zu tragen.

## Dämpfung
Es gibt keine aktive Dämpfung, die Dämpfung wird ausschließlich durch die Geometrie des Gleises gewährleistet. Tests haben gezeigt, dass niederfrequente Schwingungen (1 Hz) auftreten, und es wurde ein US-Patent zur mechanischen Dämpfung der Schiene selbst (auf Inductrack II) erteilt (7478598). Die Schiene wird in Segmente geschnitten und jedes Segment wird mechanisch gedämpft.

## Anwendungen
Hyperloop Transportation Technologies kündigte im März 2016 an, dass sie passive Inductrack-Systeme für ihren namensgebenden Hyperloop verwenden würden.